# Дэхуа
Дэхуа́ (кит. упр. 安溪, пиньинь Ānxī) — уезд городского округа Цюаньчжоу провинции Фуцзянь (КНР).

## История
Уезд был выделен из уезда Юнтай в 933 году, в эпоху Пяти династий и десяти царств, когда эти земли находились в составе государства Поздняя Тан.
После вхождения этих мест в состав КНР был образован Специальный район Юнъань (永安专区), и уезд вошёл в его состав. В октябре 1950 года уезд был передан в состав Специального района Цюаньчжоу (泉州专区). В 1955 году Специальный район Цюаньчжоу был переименован в Специальный район Цзиньцзян (晋江专区). В 1971 году Специальный район Цзиньцзян был переименован в Округ Цзиньцзян (晋江地区).
Постановлением Госсовета КНР от 14 мая 1985 года округ Цзиньцзян был преобразован в городской округ Цюаньчжоу.

## Административное деление
Уезд делится на 11 посёлков и 7 волостей.